# المسبعة
المسبعة قرية سعودية، تتبع محافظة وادي الفرع التابعة لإمارة لمنطقة المدينة المنورة. تقع في جنوب المدينة المنورة، وتبعد عنها قرابة 110كم.

## التاريخ
مركز المسبعة يقع جنوب شرق المدينة المنورة وغرب مدينة الضميرية المسبعة أرض زراعية صالحة للزراعة وكل شي يزرع بها من أنواع النخيل والخضروات والفواكه وغيرها

## السكان
يبلغ عدد سكان مركز المسبعة 2.600 نسمة وسكانها هم الجوابر من بني عمرو من حرب

## الموقع الجغرافي
تقع جنوب منطقة المدينة المنورة وتبعد عن المدينةالمنورة 118 كم وعن مدينة الضميرية 29 كم